# Elemento arquitetónico

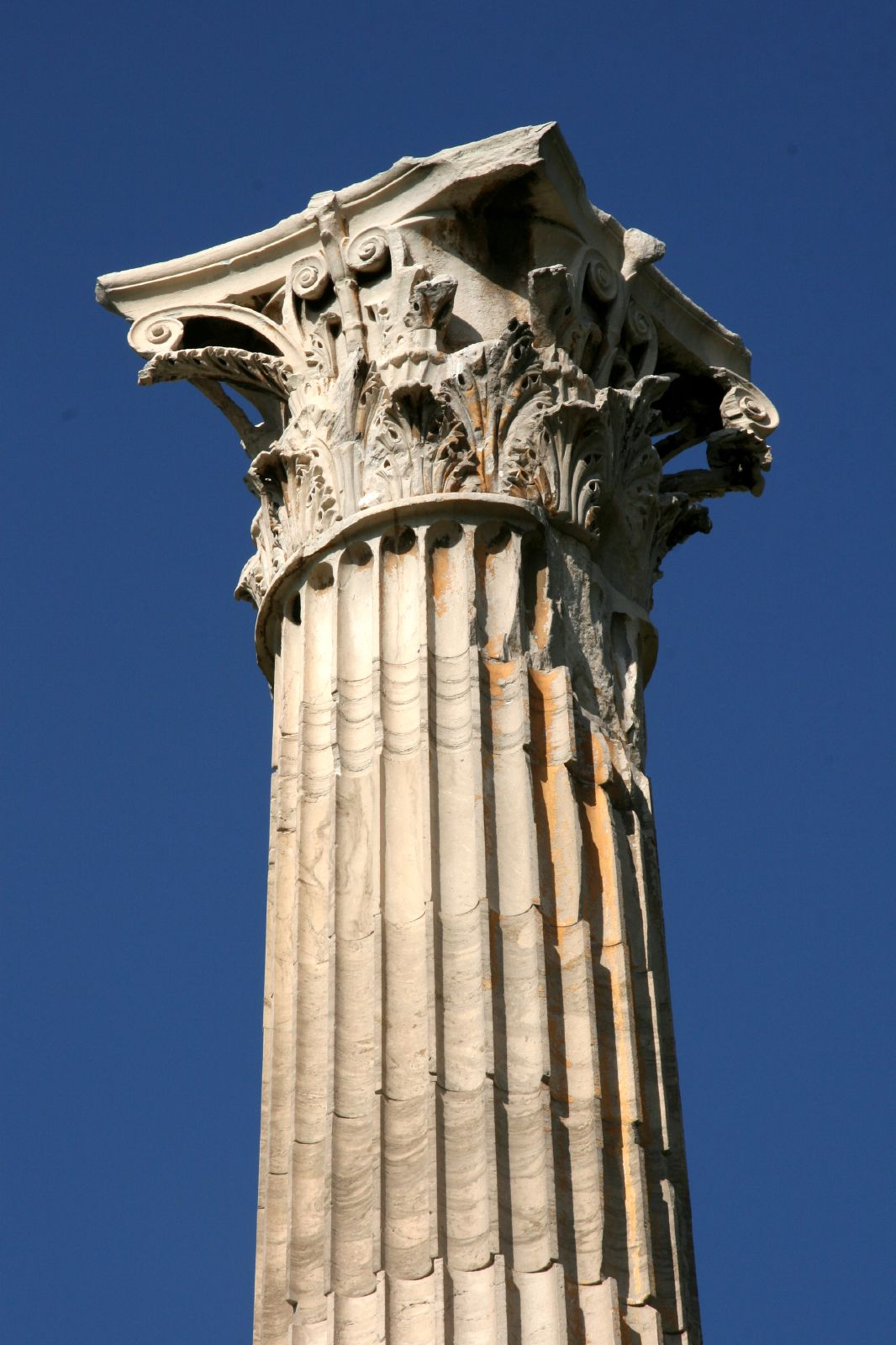
Coluna corintia, elemento arquitetónico da arquitetura clássica.

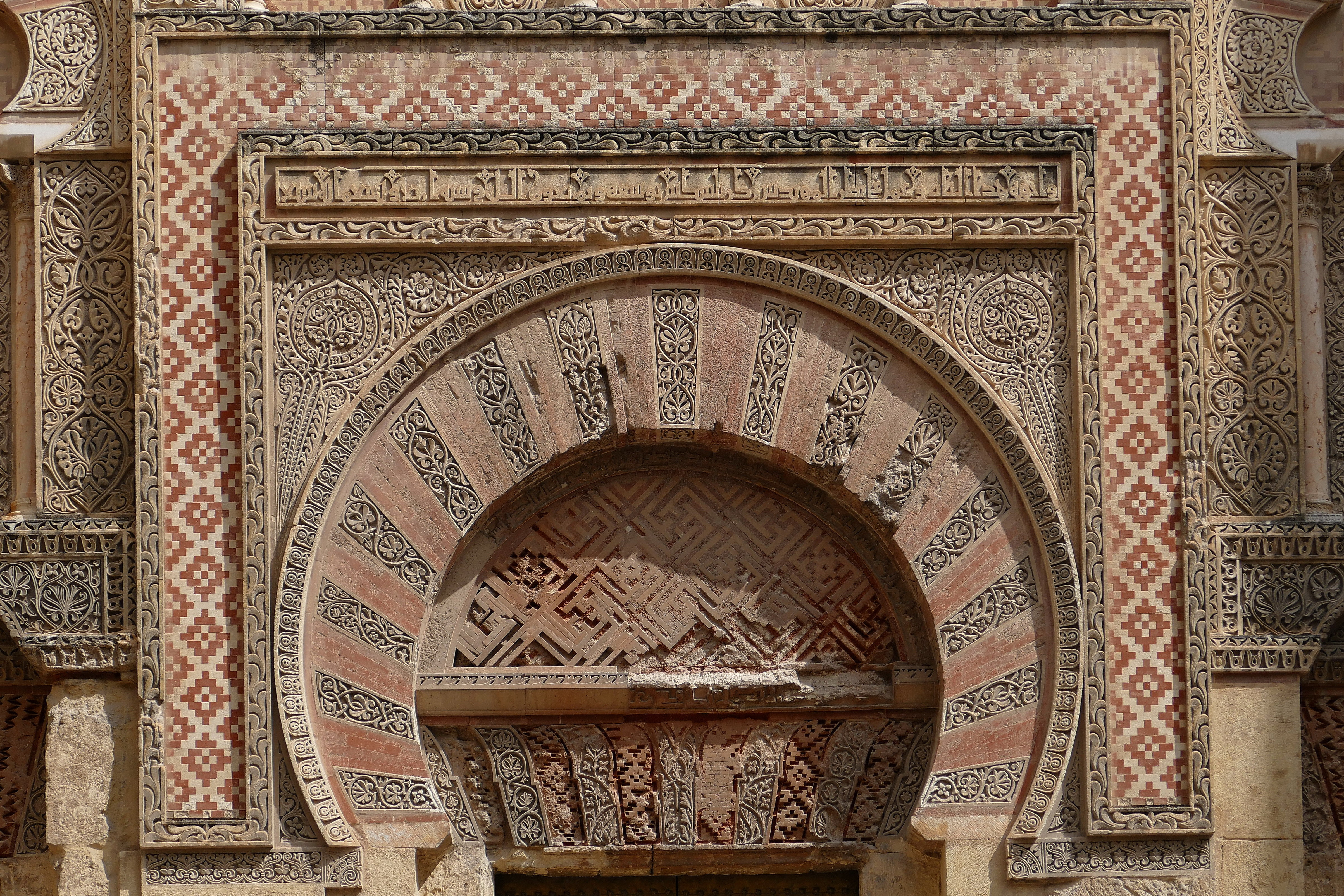
Arco de ferradura, elemento arquitetónico da arquitetura islâmica.

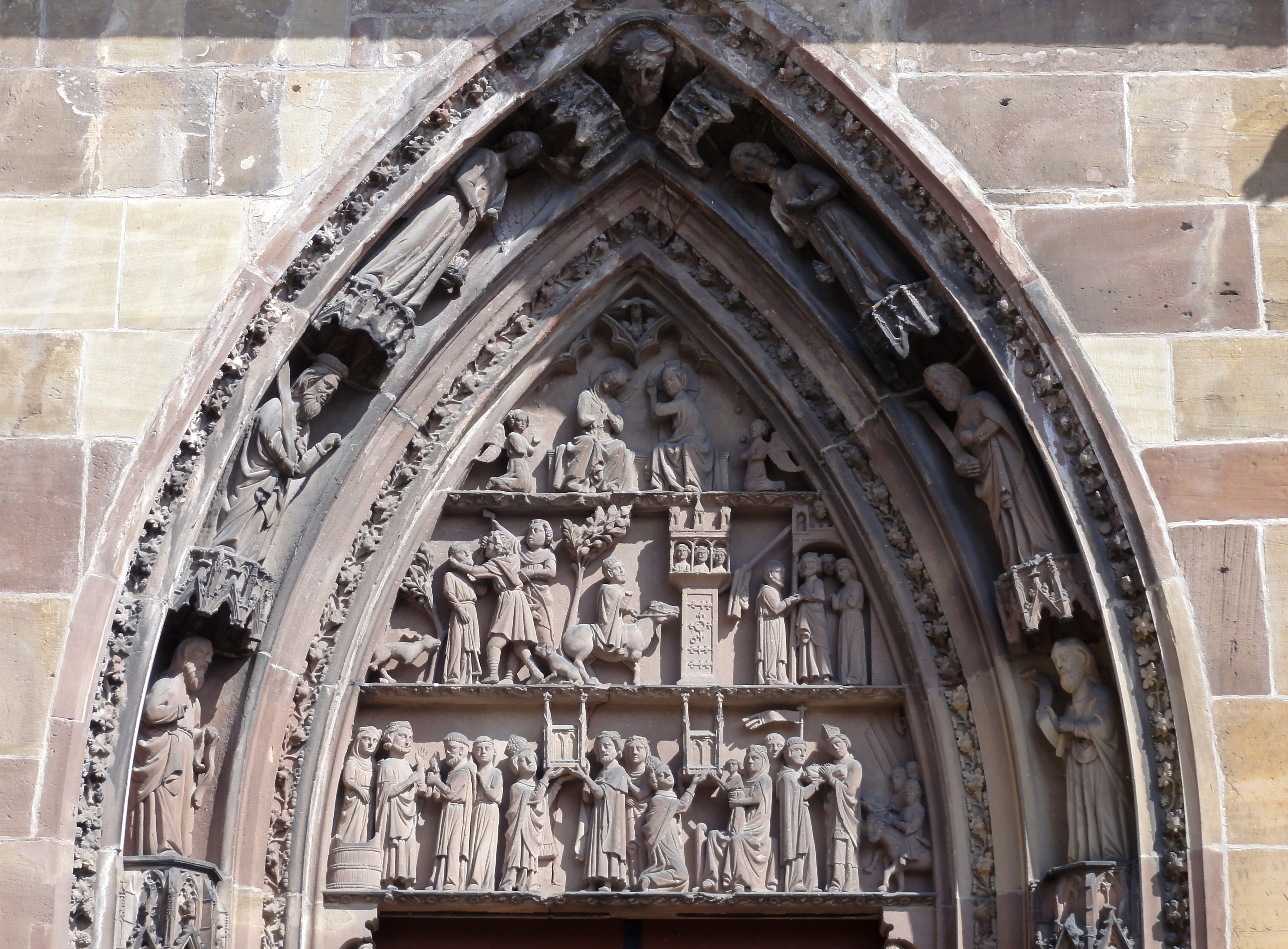
Arco apontado, elemento arquitetónico característico da arquitetura gótica.

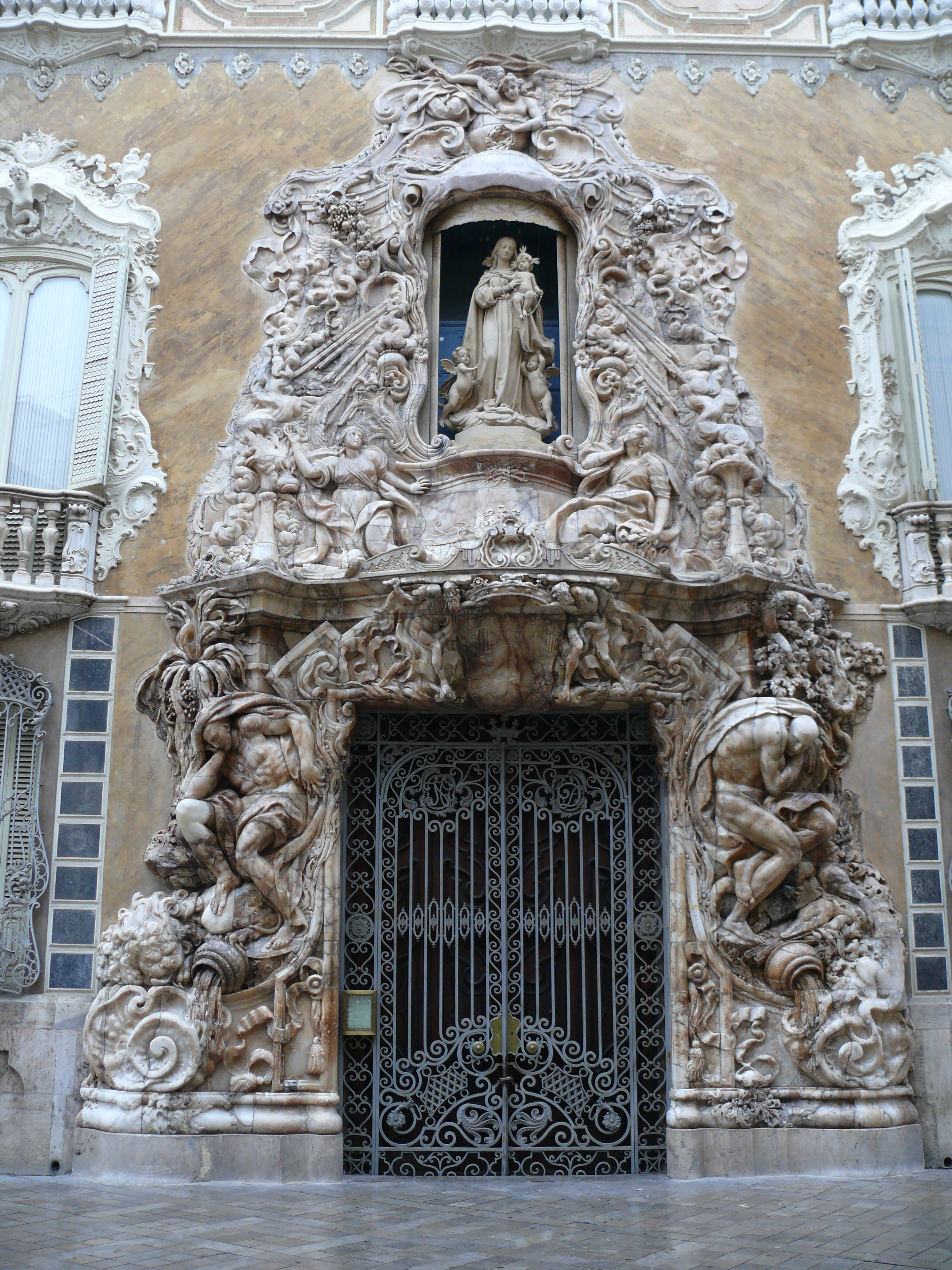
Capa barroca do Palácio do Marquês de Duas Águas, elemento arquitetónico da arquitetura rococó.

Elemento arquitetónico é a cada uma das partes funcionais, estruturais ou decorativas de uma obra arquitetónica, de maneira que a cada um deles funcionaria como uma palavra da linguagem arquitetónica do que a arquitetura seria o texto. 
Os diversos tipos de elementos arquitetónicos configuram os diferentes estilos arquitetónicos.
Uma coluna salomônica é um elemento arquitetónico da arquitetura barroca, enquanto uma pilar de betão armado é um elemento construtivo. 

## Elementos arquitetónicos funcionais
O objecto da arquitetura é a criação de espaços arquitetónicos mediante a compartimentación, cubrición e articulação do espaço, estabelecendo adequadas relações para facilitar sua função e uso. 
Por sua função, são elementos construtivos compartimentadores respeito do ambiente exterior: os muros portantes perimetrales, os muros cortina acristalados, as cobertas, etc.
São elementos de compartimentação de espaços interiores: os tabiques, muros portantes interiores, forjados, etc. 
São elementos de relação entre diversos espaços arquitetónicos os corredores, escadas, etc. Também os pátios costumam articular e relacionar diferentes espaços arquitetónicos.
Há elementos com funções de compartimentação e relação, como são as portas, janelas, os tabiques corrediços, as celosias, etc.
Também encontramos elementos que relacionam e compartimentam espaços arquitetónicos interiores com espaços urbanos, ou com a natureza, como são os pórticos, varandas, miradores, janelas, portas, escadas, etc.

## Elementos arquitetónicos estruturais
Os elementos arquitetónicos estruturais podem classificar-se em:
- Elementos sustentados: essencialmente o lintel e o arco.

A arquitetura adintelada possui telhados planos, construídas mediante agregação de dinteles. Geometricamente, geram-se mediante 'deslocação linear' do elemento arquitetónico dintel.  
Os telhados abóvedadas, construídas mediante a agregação travada de aduelas de arcos. Geometricamente, geradas mediante 'deslocação linear' do elemento arquitetónico arco.
As cúpulas, construídas com a agregação travada de arcos. Geometricamente, geradas mediante 'rotação' do elemento arquitetónico arco.
Também são elementos arquitetónicos as diversas formas de vigas e telhados, ou a cada uma das suas partes; por exemplo: o arquitrave, o friso e a cornija da arquitetura adintelada clássica. 
- Elementos sustentantes: o pilar, a coluna e os muros de carga.

Mediante agrupamento de colunas conformam-se colunatas, pórticos e salas hipostilas. Também  são elementos arquitetónicos as diversas partes da coluna, como a baseia, o fuste e o capitel da arquitetura clássica. 
Os muros, atendendo a sua regularidade ou materiais são classificados como: muro ciclópeo, de mamposteria, de silhar, de silhararejo, de tijolo, de adobe, de tapial etc.
Alguns elementos arquitetónicos estruturais são ao mesmo tempo sustentantes e sustentados, como as trompas ou pechinas das cúpulas, ou os arbotantes.

## Elemento arquitetónicos decorativos
São aqueles elementos que cumprem funções decorativas. Podem fazer parte dos anteriores mas a sua principal função é estética. São os diversos tipos de elementos que configuram os diferentes estilos arquitetónicos. Na arquitetura clássica: métopas, tríglifos, molduras, acanaladuras, etc. Os falsos arcos e canecilhos medieváis, os muqarnas, os artesões do artesoado mudejar ou neoclássico, diversos elementos historicistas ou os muros cortina (fachadas acristaladas) da arquitetura actual.
Os elementos arquitetônicos são os detalhes exclusivos e as partes componentes que, juntos, formam o estilo arquitetônico de casas, edifícios e estruturas.
O sistema formal descrito no primeiro Livro de Vitrúvio, seu tratado, está fundamentado na noção e percepção de composição realizada a partir de elementos, agrupando-se  os termos da teoria em dois grandes grupos, o de princípios, que determinam condições para excelência arquitetônica, e  o de procedimentos, que auxiliam o arquiteto no controle do projeto.
A partir da análise do Artigo Os Elementos e os Princípios da Composição Arquitetônica, compreende-se  que os três princípios fundamentais da excelência podem ser sintetizados  em integridade dos elementos, que  se  encontra relacionada ao conceito de eurythmia; harmonia do conjunto, que está relacionada  ao conceito de symmetria; e pertinência dos elementos de acordo com as convenções sociais, relacionada à noção  de decor.
Vitrúvio então recomenda quatro procedimentos a fim de orientar a atuação do profissional: a geometrização da proposta (ordinatio), que pode dar-se pela adoção ou adaptação de esquemas geométricos recorrentes ou mesmo pela criação de esquemas novos para circunstâncias especiais; a adoção de um sistema modular de regramento para o projeto, o qual parte de medidas concretas como a testada do lote e estabelece um intervalo de referência (modulus), que comandará o dimensionamento das partes (quantitas); o desenho projetivo (dispositio), o qual corresponde ao ato visível de projetar que se realiza através de plantas, elevações e perspectivas.

Também recomenda um grupo de outros procedimentos os quais podem ser agrupados pela noção de ajustes, e que propõem, por exemplo, a subtração (detractio) ou adição (adiectio) de partes, a curvatura da base (scamilli impares) ou a êntase da coluna (entasis), auxiliando no controle da percepção de integridade dos elementos, naturalmente distorcidos pelas características óticas da visão humana.